# Megachile tecta
Megachile tecta là một loài Hymenoptera trong họ Megachilidae. Loài này được Radoszkowski mô tả khoa học năm 1888.